# Bulqizë
Bulqizë é uma cidade e município (em albanês:  bashkia) da Albânia. É a capital do distrito de Bulqizë, prefeitura de Dibër.